# Trélévern
Trélévern (en bretó Trelêvern) és un municipi francès, situat a la regió de Bretanya, al departament de Costes del Nord. L'any 2006 tenia 1.395 habitants.

## Demografia
| 1962                                       | 1968 | 1975  | 1982  | 1990  | 1999  |
| ------------------------------------------ | ---- | ----- | ----- | ----- | ----- |
| 866                                        | 889  | 1.017 | 1.239 | 1.254 | 1.309 |
| Des de 1962: població sense dobles comptes |      |       |       |       |       |

## Administració
| Període | Identitat        | Partit |
| ------- | ---------------- | ------ |
| 2001-   | François Bouriot | PRG    |